# ان‌جی‌سی ۴۸۶
ان‌جی‌سی ۴۸۶ (انگلیسی: NGC 486) یک کهکشان مارپیچی در صورت فلکی ماهی است.